# Le Breuil, Marne

Le Breuil este o comună în departamentul Marne, Franța. În 2009 avea o populație de 400 de locuitori.